# Campionati svizzeri di sci alpino 2015
I Campionati svizzeri di sci alpino 2015 si sono svolti a Davos, Sankt Moritz e Veysonnaz dal 23 marzo al 9 aprile. Il programma ha incluso gare di discesa libera, supergigante, slalom gigante, slalom speciale e combinata, tutte sia maschili sia femminili.
Oltre agli sciatori svizzeri, hanno potuto concorrere al titolo anche gli sciatori di nazionalità liechtensteinese, mentre gli atleti delle altre federazioni, pur prendendo parte alle competizioni, potevano ottenere solo prestazioni valide ai fini del punteggio FIS.

## Risultati

### Uomini

#### Discesa libera
| Pos. | Atleta          | Nazione  | Tempo   |
| ---- | --------------- | -------- | ------- |
| 1    | Mauro Caviezel  | Svizzera | 1:32,46 |
| 2    | Beat Feuz       | Svizzera | 1:32,81 |
| 3    | Patrick Küng    | Svizzera | 1:32,87 |
| 4    | Thomas Tumler   | Svizzera | 1:33,18 |
| 5    | Nils Mani       | Svizzera | 1:33,35 |
| 6    | Fernando Schmed | Svizzera | 1:33,36 |
| 7    | Ralph Weber     | Svizzera | 1:33,62 |
| 8    | Ami Oreiller    | Svizzera | 1:33,65 |
| 9    | Loïc Meillard   | Svizzera | 1:33,87 |
| 10   | Amaury Genoud   | Svizzera | 1:34,16 |

Data: 25 marzo

Località: Sankt Moritz

Ore: 8.30 (UTC+1)

Pista: 

Partenza: 2 685 m s.l.m.

Arrivo: 2 040 m s.l.m.

Dislivello: 645 m

Tracciatore: Sepp Brunner, Dominique Pittet

#### Supergigante
| Pos. | Atleta             | Nazione  | Tempo   |
| ---- | ------------------ | -------- | ------- |
| 1    | Fernando Schmed    | Svizzera | 1:20,34 |
| 2    | Ralph Weber        | Svizzera | 1:20,88 |
| 3    | Gilles Roulin      | Svizzera | 1:20,90 |
| 4    | Nils Mani          | Svizzera | 1:21,05 |
| 5    | Stefan Rogentin    | Svizzera | 1:21,19 |
| 6    | Gian Luca Barandun | Svizzera | 1:21,30 |
| 7    | Marc Gehrig        | Svizzera | 1:21,48 |
| 7    | Ami Oreiller       | Svizzera | 1:21,48 |
| 9    | Marc Oliveras      | Andorra  | 1:12,77 |
| 10   | Pierre Bugnard     | Svizzera | 1:12,78 |

Data: 9 aprile

Località: Veysonnaz

Ore: 

Pista: 

Partenza: 2 090 m s.l.m.

Arrivo: 1 490 m s.l.m.

Dislivello: 600 m

Tracciatore: Franz Heinzer

#### Slalom gigante
| Pos. | Atleta               | Nazione  | Tempo   |
| ---- | -------------------- | -------- | ------- |
| 1    | Thomas Tumler        | Svizzera | 2:12,01 |
| 2    | Justin Murisier      | Svizzera | 2:13,49 |
| 3    | Manuel Pleisch       | Svizzera | 2:13,60 |
| 4    | Loïc Meillard        | Svizzera | 2:14,02 |
| 5    | Pietro Franceschetti | Italia   | 2:14,36 |
| 6    | Martin Stricker      | Svizzera | 2:14,45 |
| 7    | Reto Schmidiger      | Svizzera | 2:14,49 |
| 8    | Mauro Caviezel       | Svizzera | 2:14,71 |
| 9    | Cédric Noger         | Svizzera | 2:14,90 |
| 10   | Ramon Zenhäusern     | Svizzera | 2:15,06 |

Data: 28 marzo

Località: Sankt Moritz

1ª manche:

Ore: 9.00 (UTC+1)

Pista: 

Partenza: 2 435 m s.l.m.

Arrivo: 2 040 m s.l.m.

Dislivello: 395 m

Tracciatore: Helmut Krug

2ª manche:

Ore: 12.00 (UTC+1)

Pista: 

Partenza: 2 435 m s.l.m.

Arrivo: 2 040 m s.l.m.

Dislivello: 395 m

Tracciatore: Beat Tschuor

#### Slalom speciale
| Pos. | Atleta           | Nazione  | Tempo   |
| ---- | ---------------- | -------- | ------- |
| 1    | Luca Aerni       | Svizzera | 1:42,68 |
| 2    | Marc Gini        | Svizzera | 1:42,85 |
| 3    | Gino Caviezel    | Svizzera | 1:43,14 |
| 4    | Ramon Zenhäusern | Svizzera | 1:43,15 |
| 5    | Daniel Yule      | Svizzera | 1:43,18 |
| 6    | Reto Schmidiger  | Svizzera | 1:43,30 |
| 7    | Justin Murisier  | Svizzera | 1:43,39 |
| 8    | Anthony Bonvin   | Svizzera | 1:43,80 |
| 9    | Marc Rochat      | Svizzera | 1:43,98 |
| 10   | Loïc Meillard    | Svizzera | 1:44,17 |

Data: 29 marzo

Località: Sankt Moritz

1ª manche:

Ore: 10.30 (UTC+1)

Pista: 

Partenza: 2 205 m s.l.m.

Arrivo: 2 040 m s.l.m.

Dislivello: 165 m

Tracciatore: Steve Locher

2ª manche:

Ore: 13.30 (UTC+1)

Pista: 

Partenza: 2 205 m s.l.m.

Arrivo: 2 040 m s.l.m.

Dislivello: 165 m

Tracciatore: Osi Inglin

#### Combinata
| Pos. | Atleta          | Nazione  | Tempo   |
| ---- | --------------- | -------- | ------- |
| 1    | Loïc Meillard   | Svizzera | 2:20,48 |
| 2    | Mauro Caviezel  | Svizzera | 2:20,54 |
| 3    | Gino Caviezel   | Svizzera | 2:20,80 |
| 4    | Sandro Simonet  | Svizzera | 2:21,28 |
| 5    | Justin Murisier | Svizzera | 2:22,11 |
| 6    | Daniel Yule     | Svizzera | 2:22,39 |
| 7    | Luca Aerni      | Svizzera | 2:22,42 |
| 8    | Fernando Schmed | Svizzera | 2:22,79 |
| 9    | Bruno Steiner   | Svizzera | 2:23,08 |
| 10   | Ami Oreiller    | Svizzera | 2:23,24 |

Data: 27 marzo

Località: Sankt Moritz

1ª manche:

Ore: 9.00 (UTC+1)

Pista: 

Partenza: 2 685 m s.l.m.

Arrivo: 2 040 m s.l.m.

Dislivello: 645 m

Tracciatore: Sepp Brunner, Dominique Pittet

2ª manche:

Ore: 

Pista: 

Partenza: 

Arrivo: 

Dislivello: 

Tracciatore: Jörg Roten

### Donne

#### Discesa libera
| Pos. | Atleta            | Nazione  | Tempo   |
| ---- | ----------------- | -------- | ------- |
| 1    | Dominique Gisin   | Svizzera | 1:36,75 |
| 2    | Denise Feierabend | Svizzera | 1:38,70 |
| 3    | Wendy Holdener    | Svizzera | 1:39,05 |
| 4    | Michelle Gisin    | Svizzera | 1:40,28 |
| 5    | Sinja Hobi        | Svizzera | 1:40,90 |
| 6    | Jasmina Suter     | Svizzera | 1:41,38 |
| 7    | Nathalie Gröbli   | Svizzera | 1:41,41 |
| 8    | Nadja Kamer       | Svizzera | 1:41,73 |
| 9    | Lara Zürcher      | Svizzera | 1:42,11 |
| 10   | Juliana Suter     | Svizzera | 1:42,15 |

Data: 25 marzo

Località: Sankt Moritz

Ore: 10.00 (UTC+1)

Pista: 

Partenza: 2 685 m s.l.m.

Arrivo: 2 040 m s.l.m.

Dislivello: 645 m

Tracciatore: Sepp Brunner, Dominique Pittet

#### Supergigante
| Pos. | Atleta            | Nazione  | Tempo   |
| ---- | ----------------- | -------- | ------- |
| 1    | Jasmina Suter     | Svizzera | 1:07,15 |
| 2    | Nathalie Gröbli   | Svizzera | 1:07,59 |
| 3    | Michelle Gisin    | Svizzera | 1:07,60 |
| 4    | Denise Feierabend | Svizzera | 1:07,61 |
| 5    | Nadia Delago      | Italia   | 1:07,69 |
| 6    | Stephanie Brunner | Austria  | 1:08,00 |
| 7    | Rahel Kopp        | Svizzera | 1:08,00 |
| 8    | Nicol Delago      | Italia   | 1:08,07 |
| 9    | Mélanie Meillard  | Svizzera | 1:08,15 |
| 10   | Simone Wild       | Svizzera | 1:08,26 |

Data: 9 aprile

Località: Davos

Ore: 10.30 (UTC+1)

Pista: 

Partenza: 2 560 m s.l.m.

Arrivo: 2 105 m s.l.m.

Dislivello: 600 m

Tracciatore: Daniele Petrini

#### Slalom gigante
| Pos. | Atleta               | Nazione  | Tempo   |
| ---- | -------------------- | -------- | ------- |
| 1    | Dominique Gisin      | Svizzera | 2:16,77 |
| 2    | Wendy Holdener       | Svizzera | 2:17,18 |
| 3    | Simone Wild          | Svizzera | 2:17,31 |
| 4    | Carmen Thalmann      | Austria  | 2:18,44 |
| 5    | Jasmina Suter        | Svizzera | 2:18,63 |
| 6    | Michelle Gisin       | Svizzera | 2:18,89 |
| 7    | Aline Danioth        | Svizzera | 2:19,23 |
| 8    | Mélanie Meillard     | Svizzera | 2:19,38 |
| 9    | Marie-Therese Sporer | Austria  | 2:19,89 |
| 10   | Vanessa Kasper       | Svizzera | 2:20,06 |

Data: 29 marzo

Località: Sankt Moritz

1ª manche:

Ore: 9.00 (UTC+1)

Pista: 

Partenza: 2 435 m s.l.m.

Arrivo: 2 040 m s.l.m.

Dislivello: 395 m

Tracciatore: Ulisse Delea

2ª manche:

Ore: 12.00 (UTC+1)

Pista: 

Partenza: 2 435 m s.l.m.

Arrivo: 2 040 m s.l.m.

Dislivello: 395 m

Tracciatore: Roland Platzer

#### Slalom speciale
| Pos. | Atleta            | Nazione       | Tempo   |
| ---- | ----------------- | ------------- | ------- |
| 1    | Denise Feierabend | Svizzera      | 1:37,68 |
| 2    | Wendy Holdener    | Svizzera      | 1:38,02 |
| 3    | Michelle Gisin    | Svizzera      | 1:39,35 |
| 4    | Jessica Hilzinger | Liechtenstein | 1:39,46 |
| 5    | Rahel Kopp        | Svizzera      | 1:40,45 |
| 6    | Mélanie Meillard  | Svizzera      | 1:40,79 |
| 7    | Aline Danioth     | Svizzera      | 1:41,10 |
| 8    | Karen Persyn      | Belgio        | 1:41,43 |
| 9    | Jasmina Suter     | Svizzera      | 1:41,53 |
| 10   | Lara Zürcher      | Svizzera      | 1:41,70 |

Data: 28 marzo

Località: Sankt Moritz

1ª manche:

Ore: 10.30 (UTC+1)

Pista: 

Partenza: 2 205 m s.l.m.

Arrivo: 2 040 m s.l.m.

Dislivello: 165 m

Tracciatore: Denis Wicki

2ª manche:

Ore: 13.30 (UTC+1)

Pista: 

Partenza: 2 205 m s.l.m.

Arrivo: 2 040 m s.l.m.

Dislivello: 165 m

Tracciatore: Alois Prenn

#### Combinata
| Pos. | Atleta            | Nazione   | Tempo   |
| ---- | ----------------- | --------- | ------- |
| 1    | Denise Feierabend | Svizzera  | 2:25,71 |
| 2    | Wendy Holdener    | Svizzera  | 2:25,84 |
| 3    | Dominique Gisin   | Svizzera  | 2:26,45 |
| 4    | Michelle Gisin    | Svizzera  | 2:27,85 |
| 5    | Jasmina Suter     | Svizzera  | 2:28,95 |
| 6    | Ester Ledecká     | Rep. Ceca | 2:30,69 |
| 7    | Lara Zürcher      | Svizzera  | 2:30,77 |
| 8    | Deborah Gerber    | Svizzera  | 2:31,84 |
| 9    | Medea Grand       | Svizzera  | 2:32,50 |
| 10   | Charlène Genolet  | Svizzera  | 2:33,03 |

Data: 27 marzo

Località: Sankt Moritz

1ª manche:

Ore: 9.00 (UTC+1)

Pista: 

Partenza: 2 685 m s.l.m.

Arrivo: 2 040 m s.l.m.

Dislivello: 645 m

Tracciatore: Sepp Brunner, Dominique Pittet

2ª manche:

Ore: 

Pista: 

Partenza: 

Arrivo: 

Dislivello: 

Tracciatore: Alois Prenn